# Niue Airline
Niue Airline va ser una aerolínia amb seu a Niue, fundada l'any 1990. Va oferir la ruta Auckland-Niue setmanalment, i després quinzenalment, fins al seu tancament l'any 1992. La ruta era operada per un Boeing 737 d'Our Airline i també duia correu. Sovint els vols de l'aerolínia eren cancel·lats si el nombre de passatgers o de càrrega no era suficient per finançar el vol. L'aerolínia era majoritàriament propietat de Nova Zelanda (amb cert finançament niueà).
Els uniformes de l'aerolínia van ser obra del dissenyador neerlandès-novazelandès Doris De Pont. Niue Airlines no estava vinculat a cap sistema de reserves de viatges internacional i, per tant, els bitllets només es podien comprar a través de taquilles, una de les quals es trobava a Auckland. El codi IATA de l'aerolínia era FN.

## Història
L'octubre de 1990, Niue Airlines va portar vint-i-tres estudiants (i els seus pares i professors) a l'illa després de descobrir que hi havia 40 places vacants en un dels seus vols. El grup de l'escola primària Three Kings d'Auckland, el viatge dels quals va ser gratuït, va ser benvingut amb garlandes i flors i va sortir a la televisió local. Després d'una breu nedada a l'oceà, els estudiants van ser ecomiadats pel Premier Sir Robert Rex.
L'any 1991, prestava el servei d'Auckland a Niue, i la tornada es feia via Tonga.
Ja cap al final de la vida de l'aerolínia, només s'oferien serveis entre Pago Pago i Niue utilitzant un Beechcraft King Air de nou places. A partir de llavors, per viatjar d'Auckland a Niue s'havia de fer escala a Apia i a Pago Pago. L'aerolínia va deixar d'operar a finals del 1992, quan, després que el govern niueà rebutgés proporcionar avals bancaris per la compra del combustible dels vols, no van pagar una factura de combustible i se'ls va revocar la llicència.